# Raffaella Carrà (album 1991)
Raffaella Carrà ventesimo album della cantante pop italiana Raffaella Carrà, pubblicato nel 1991 dall'etichetta discografica Fonit Cetra.

## Il disco
Settimo LP col nome di battesimo dell'artista nel titolo, contiene Scranda la mela, sigla iniziale e finale (in versione strumentale) dell'ultima edizione del varietà del sabato sera Fantastico 12, che vide la soubrette protagonista al fianco di Johnny Dorelli come conduttore.
Il video della sigla iniziale è disponibile sul DVD del cofanetto Raffica Carrà del 2007.
A parte Che meraviglia che sei e Per la libertà, tutte le canzoni dell'album sono state proposte nel corso delle varie puntate del programma.
La fotografia della copertina è di Marinetta Saglio.

## Tracce
Edizioni musicali Heinz Music.
Lato A
1. Scranda la mela – 3:04 (testo: Andrea Lo Vecchio, Maskva[5] – musica: Danilo Vaona)
2. Che meraviglia che sei – 4:32 (testo: Giorgio Calabrese – musica: Guido Maria Ferilli)
3. I pensieri strani – 4:25 (testo: Andrea Lo Vecchio, Fabrizio Berlincioni – musica: Franco Fasano)
4. Gente – 4:03 (testo: Andrea Lo Vecchio, Maskva, Raffaele Battimelli, Eduardo De Crescenzo – musica: Raffaele Battimelli, Eduardo De Crescenzo[6])

Lato B
1. Rumore (Remix 91 Dance Version) – 4:07 (testo: Andrea Lo Vecchio – musica: Guido Maria Ferilli)
2. Margherita non disse di no – 3:56 (testo: Andrea Lo Vecchio, Maskva – musica: Graziano Pegoraro, Claudio Tarantola)
3. Per la libertà – 4:11 (testo: Giorgio Calabrese – musica: Luis Georg Stuflesser)
4. Notte vai – 4:24 (testo: Andrea Lo Vecchio, Maskva – musica: Luis Georg Stuflesser)
5. Scranda la mela (dub version) – 5:30 (testo: Andrea Lo Vecchio, Maskva – musica: Danilo Vaona)

## Formazione
- Raffaella Carrà – voce
- Roberto Costa – tastiera, programmazione, percussioni, basso, arrangiamenti (tranne Rumore, Sergio Dall'Ora)
- Chicco Gussoni – chitarra
- Michele Lombardo – batteria
- Beppe D'Onghia – pianoforte in Notte vai
- Deborah Johnson, Patrizia Bilardo, Orlando Johnson, Iskra Menarini, Roberto Stafoggia, Pat Moore – cori